# Сокіл-крихітка
Со́кіл-крихітка (Polihierax) — рід хижих птахів родини соколових (Falconidae). Містить два види. Один вид поширений у Південно-Східній Азії, інший — в Східній Африці.

## Види
- Сокіл-крихітка африканський (Polihierax semitorquatus)
- Сокіл-крихітка азійський (Polihierax insignis)